# La Grande Montagne (Saint-Barthélemy)
Pour les articles homonymes, voir La Grande Montagne.
La Grande Montagne est un quartier de Saint Barthélemy dans les Caraïbes. Il est situé dans la partie nord-ouest de l'île.